# 51e régiment de mitrailleurs d'infanterie coloniale
Pour les articles homonymes, voir 51e régiment.
Le 51e régiment de mitrailleurs d'infanterie coloniale est une unité de l'armée de terre française. Formée initialement de tirailleurs indochinois, elle est créée en 1928 comme 51e régiment de tirailleurs indochinois puis combat pendant la Seconde Guerre mondiale.

## Historique
Le 51e régiment de tirailleurs indochinois est créé en avril 1928 à partir des 51e et 52e bataillons de mitrailleurs indochinois, qui avaient été créés en 1923. Le régiment est caserné à Carcassonne.
Le régiment est notamment déployé pour porter secours pendant les inondations de 1930 aux Ilhes et à Lastours.
En 1934, le régiment est absorbé par le 41e régiment de mitrailleurs d'infanterie coloniale (41e RMIC).
Il est brièvement recréé en 1938 puis à la mobilisation de 1939 à partir du 41e RMIC. Le 51e RMIC, malgré son passé indochinois, est uniquement constitué de soldats français. Les deux régiments sont affectés au secteur fortifié de la Sarre, sous les ordres du colonel Dagnan,.

## Drapeau

Dessin du revers du drapeau du puis.

Le drapeau du 51e RMIC porte les inscriptions suivantes, associées aux campagnes des tirailleurs indochinois :
- Grande Guerre 1914-1918
- Orient 1916-1918
- Levant 1921

Le régiment est cité à l'ordre du 20e corps d'armée et est donc décoré de la croix de guerre 1939-1945 :

« Magnifique régiment, qui sous le commandement de Lieutenant-Colonel de Reviers de Mauny, a vaillamment défendu le 14 juin 1940 la position fortifiée qu'il avait solidement organisée de part et d'autre de Sarralbe et dont ensuite les bataillons utilisés du 16 au 22 par suite des circonstances sur deux front différents (Canal de la Marne au Rhin et Blamont d'une part, la Moselle de charmes d'autre part) ont partout et toujours opposé à la poussé allemande exercée par des effectifs très supérieurs, une farouche et opiniatre résistance et ont infligé des pertes sévères à l'ennemi. »